# Josefina López
Josefina López Pérez (Sabadell, 29 de julio de 1970) es una deportista española que compitió en taekwondo. Ganó dos medallas en el Campeonato Mundial de Taekwondo en los años 1987 y 1991, y dos medallas en el Campeonato Europeo de Taekwondo en los años 1988 y 1992.

## Palmarés internacional
| Campeonato Mundial | Campeonato Mundial | Campeonato Mundial | Campeonato Mundial |
| Año                | Lugar              | Medalla            | Categoría          |
| ------------------ | ------------------ | ------------------ | ------------------ |
| 1987               | Barcelona (España) | Medalla de plata   | –51 kg             |
| 1991               | Atenas (Grecia)    | Medalla de bronce  | –55 kg             |
| Campeonato Europeo |                    |                    |                    |
| Año                | Lugar              | Medalla            | Categoría          |
| 1988               | Ankara (Turquía)   | Medalla de bronce  | –51 kg             |
| 1992               | Valencia (España)  | Medalla de plata   | –55 kg             |